# Triều đại rồng
Triều đại rồng (tiếng Anh: Reign of Fire) là phim viễn tưởng hành động 2002 của đạo diễn Rob Bowman với sự tham gia của Matthew McConaughey và Christian Bale. Lấy bối cảnh nước Anh năm 2020 sau khi con rồng bị đánh thức, phim đạt doanh thu $82 triệu với kinh phí sản xuất là $60 triệu.

## Phân vai
- Christian Bale vai Quinn Abercromby
- Matthew McConaughey vai Denton Van Zan
- Izabella Scorupco vai Alex Jensen
- Gerard Butler vai Creedy
- Scott Moutter vai Jared Wilke
- David Kennedy vai Eddie Stax
- Alexander Siddig vai Ajay
- Ned Dennehy vai Barlow
- Rory Keenan vai Devon
- Terence Maynard vai Gideon
- Doug Cockle vai Goosh
- Randall Carlton vai Burke
- Chris Kelly vai Mead
- Ben Thornton vai Young Quinn
- Alice Krige vai Karen Abercromby

## Nhạc phim
1. "Prologue" – 3:22
2. "Enter the Dragon" – 3:20
3. "An Early Harvest" – 2:42
4. "Field Attack" – 4:11
5. "Marauders" – 2:47
6. "Meet Van Zan" – 3:49
7. "Archangels" – 3:58
8. "Dawn Burial" – 3:02
9. "A Battle of Wills" – 5:31
10. "The Ruins at Pembury" – 2:11
11. "Inferno" – 3:23
12. "Return to London" – 4:11
13. "Magic Hour" – 5:23
14. "Rebirth" – 2:40